# أوراسكوم للاستثمار القابضة
أوراسكوم للاستثمار القابضة هي شركة مساهمة قابضة مصرية، أنشئت في نوفمبر 2011، وتعتبر وريث شركة أوراسكوم للاتصالات والإعلام والتكنولوجيا، يرأس مجلس إدارتها رجل الأعمال المصري نجيب ساويرس، تعمل في مجال تقانة المعلومات والاتصالات، يقع مقرها الرئيسي في أبراج نايل سيتي بالعاصمة المصرية القاهرة، تمتلك أسهمًا في 36 شركة تابعة في مصر وعدة دول حول العالم.

## المساهمون
تتوزع نسب المساهمين في الشركة كالتالي:
- أو تي إم تي اكويزيشن إس إيه أر أل (51.70%)
- محمود لاشين (3.60%)
- سمر سمير مصطفى لطفي (1.99%)
- نورجس بنك (1.186%)
- أوراسكوم تي أم تي إنفستمنتس إس إيه أر إل (0.64%)
- القاهرة الوطنية للاستثمار والأوراق المالية (0.0172%)
- أسامة دانيال نصيف (0.0017%)
- نجيب أنسي نجيب ساويرس (0.0001%)

## الشركات التابعة
تمتلك شركة أوراسكوم للاستثمار القابضة نسبة مختلفة في عدة أنشطة وشركات هي:
| - فيكتوار كووب القابضة للاستثمار (100.00%) - بلتون المالية القابضة (70%) - أوراكاب القابضة المنطقة الحرة (99.96%) - موبيزون - كندا (100.00%) - موبيزون - السعودية (100.00%) - موبيزون أف زى (100.00%) - موبيزون - بنجلاديش (100.00%) - موبيزون إيطاليا (100.00%) - موبيزون - تونس (99.00%) - موبيزون المحدودة - باكستان (60.00%) - أوراسكوم تيلكوم لبنان ش م ل (99.80%) - أرواسكوم تيليكوم فينشرز (100.00%) - أوراسكوم بيراميدز للمشروعات الترفيهية (100.00%) - أوراسكوم تيلكوم لخدمات البنية التحتية للمحمول (99.20%) - أوراسكوم بريزم بيراميدز للمشروعات الترفيهية (70.00%) - أوراكاب فار إيست المحدودة (100.00%) - أو تي أم تي البرازيل (100.00%) - أو كابيتال للطاقة (99.90%) |  | - كوريولينك (75.00%) - تشيو تيكنولوجي (75.00%) - كول باك (100.00%) - الصوت والضوء - بريزم (70.00%) - ريزا كابيتال للاستشارات المالية والاستثمار (57.50%) - انتو إيجيبت (51.00%) - المصرية للبرمجيات (51.00%) - القرية الذكية اى سى دي أم فى (14.59%) - أراب كول جروب (100.00%) - تنمية وإدارة القرى الذكية (10.00%) - ألفا للإتصالات - ان تاتش لخدمات الاتصالات - جين آرت ميديا - بال كول (99.50%) - او كابيتال للخدمات والمقاولات (99.20%) - روستن للاستثمار (100.00%) - جلوبال تيليكوم (95.80%) - أورابنك أن كاي (95.00%) |

## وصلات خارجية
- الموقع الرسمي للشركة.